# Футбольне поле

Футбольне поле з нанесеними лініями

Футбольне поле має форму прямокутника.
- Довжина: мінімум 90 м (100 ярдів), максимум 120 м (130 ярдів).
- Ширина: мінімум 45 м (50 ярдів), максимум 90 м (100 ярдів).

Для міжнародних ігор встановлено суворіші обмеження:
- Довжина: 100—110 метрів (110—120 ярдів).
- Ширина: 64-75 метрів (70-80 ярдів).

Рекомендовані значення: Довжина 105 метрів, Ширина 68 метрів.

## Штрафний майданчик
Із точок на відстані 16,5 м (18 ярдів) від внутрішньої сторони кожної стійки воріт, під прямим кутом до лінії воріт, в глибину поля проводяться дві лінії. На відстані 16,5 м (18 ярдів) ці лінії з'єднуються іншою лінією, паралельною лінії воріт. В межах штрафного майданчика, по центру лінії воріт і на відстані 11 м (12 ярдів) від неї, наноситься 11-метрова відмітка. За межами штрафного майданчика проводиться дуга радіусом 9,15 м (10 ярдів), центр котрої збігається з 11-метровою відміткою. Ця лінія допомагає судді правильно розмістити гравців під час пробиття пенальті (всі гравці, крім того, хто б'є, повинні перебувати на відстані не ближче 9,15 м від 11-метрової відмітки, позаду м'яча та за межами штрафного майданчика).

## Воротарський майданчик
З точок, на відстані 5,5 метрів (6 ярдів) від внутрішньої сторони кожної стійки воріт під прямим кутом проводять дві лінії до середини поля. На відстані 5,5 метрів (6 ярдів) ці лінії з'єднуються лінією, паралельною до лінії воріт. Зона, яку окреслюють ці лінії, називають воротарським майданчиком.
У кожному штрафному майданчику є 11-метрова (12 ярдів) позначка на відстані 11 метрів від точки, яка рівновіддалена від обох стійок воріт. Поза штрафним майданчиком намальовано дугу з радіусом 9,15 метра (10 ярдів), центром якої є 11-метрова позначка.

## Ворота
Ворота повинні бути рівновіддаленими від обох кінців лінії воріт. Вони складаються з двох вертикальних стійок, що зверху з'єднані горизонтальною поперечиною. Відстань між стійками — 7,32 метра (8 ярдів), а відстань від нижнього контуру поперечки до поверхні землі — 2,44 метра (8 футів).
Ширина та висота обох стійок і поперечини однакова й не може перевищувати 12 см. Товщина лінії воріт збігається з товщиною стійок та поперечки. До воріт та ґрунту за воротами часто можуть причіпляти сітки, які повинні бути закріплені надійно, але й не мають заважати воротареві.
Стійки й поперечки воріт повинні бути білого кольору.

## Лінії
Окремі зони поля обмежують білими лініями, нанесеними на трав'яне покриття. Товщина ліній входить у зону, котру вони обмежують. Дві довші лінії називають бічними, а дві коротші — лініями воріт. Ширина ліній — до 12 см.
Поле на дві половини розділяє середня лінія. Посередині середньої нанесено позначку середини поля. Навколо неї проводять коло з радіусом 9,15 метра (10 ярдів).

## Прапорці
У кожному куті поля встановлено прапорці, які закріплено на флагштоках без загостреного верхнього кінця. Заввишки вони мають бути принаймні 1,5 метра. Флагштоки можуть встановлювати й на обох кінцях середньої лінії, на відстані принаймні 1 метра від бічної лінії.